# Remington Model 1100
A Remington Model 1100 é uma escopeta semiautomática operada por ação de gases introduzida pela Remington Arms em 1963.

## Histórico
Projetada por Wayne Leek e Robert Kelley, a Remington Model 1100 foi introduzida em 1963 como sucessora das espingardas operadas a gás Model 58 e Model 878. A "Model 58" foi complementada com a "Model 11-48" operada por ação de recuo, que manteve a ação de recuo longa do projeto original de John Browning, presente na Model 11 e na Browning Auto-5. Após a sua introdução em 1963, a Model 1100 substituiu a "Model 58" e a "Model 878" e, mais tarde, também substituiu a "Model 11-48".
A Model 1100 foi uma melhoria em relação às espingardas semiautomáticas anteriores. Todos os modelos da série são operados a gás com um mecanismo que reduz sensivelmente o recuo. Em 1983, a Model 1100 era a espingarda de carregamento automático mais vendida na história dos EUA, em termos de dólares.

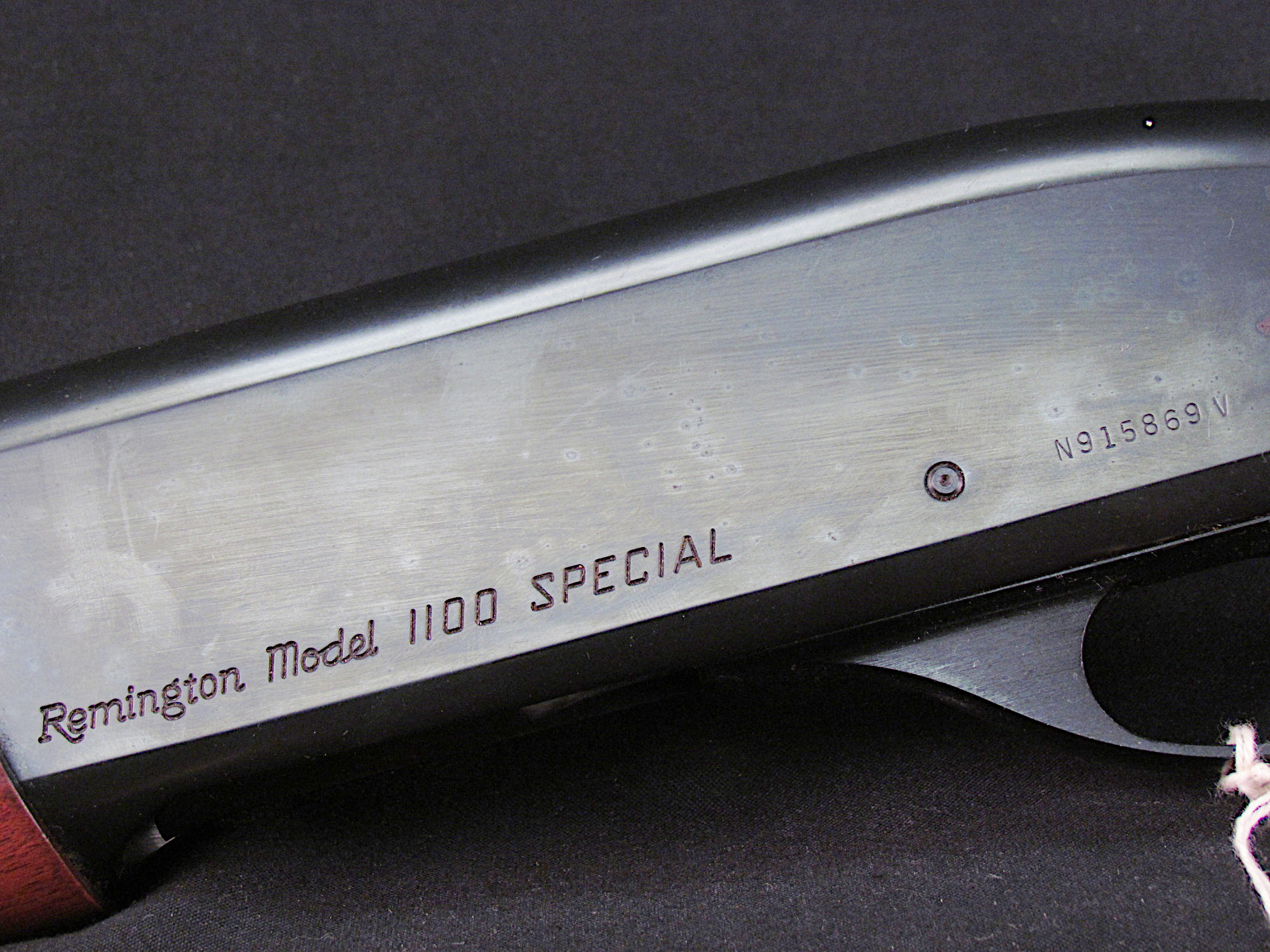
Detalhe de uma Remington Model 1100 Special.

Uma versão simples da Model 1100 em calibre 12, chamada "Sportsman 12 Auto", foi vendida em lojas como Target, Kmart e Walmart em meados da década de 1980, junto com a "Sportsman 12 Pump", que era uma "Model 870" simples. A "Sportsman 12 Auto" tinha coronha de bétula menos caros e um receptor com base mais polida. Essas eram diferenças simplesmente cosméticas, e todas as peças da Model 1100 em calibre 12 são totalmente intercambiáveis, incluindo canos e receptores. Ambas as ofertas do Sportsman 12 foram descontinuadas em 1987, simultaneamente à introdução do Model 11-87 semiautomático e do Model 870 Express por ação de bombeamento.
Em 2011, a Remington apresentou o "Model 1100 Competition Synthetic". Uma versão altamente decorada do 50º aniversário foi lançada em 2013. Mais de quatro milhões de espingardas Model 1100 foram produzidas. Diversas variações da série - em calibres 12, 20 e 28 e .410 bore - permanecem na produção contemporânea.

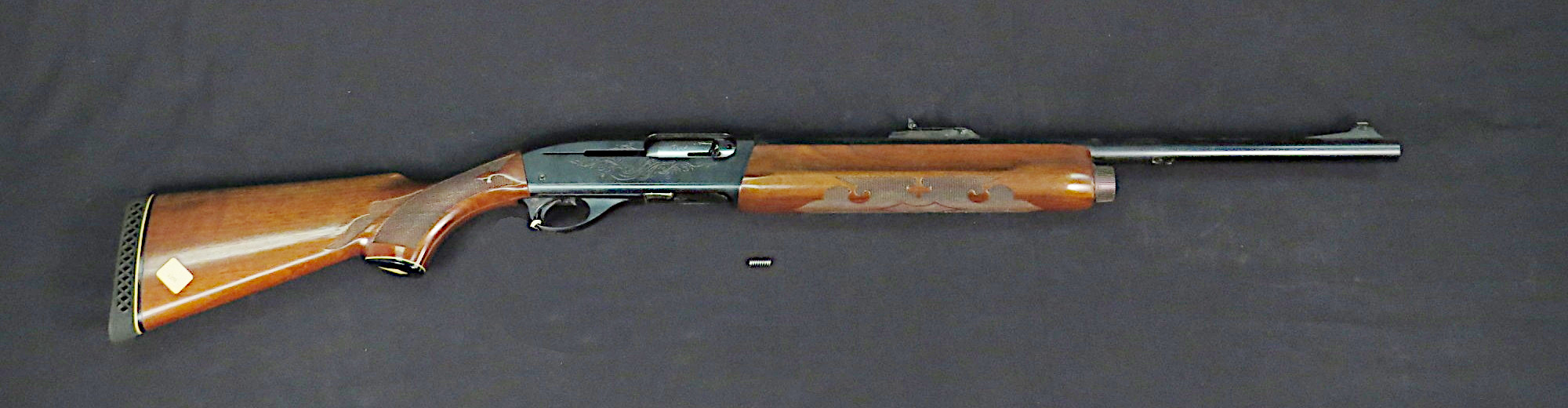
Uma Remington Model 1100 Rifled Slug.

## Projeto
A Model 1100 libera gases para operar a ação por meio de portas no cano perto da extremidade dianteira. Os gases então conduzem uma luva de ação de aço que se ajusta ao redor do tubo do carregador e se conecta ao portador do ferrolho na parte traseira, ejetando o estojo deflagrado. Um novo cartucho é liberado do carregador, que aciona a liberação do transportador, e a mola de ação empurra o ferrolho para frente, pegando o novo cartucho e carregando-o na câmara. Com modificações no grupo de gatilho para regular a alimentação e o disparo, o design é basicamente uma Model 870 movida a gás. A Model 1100 pode disparar qualquer projétil de 2 ¾ polegadas (7,0 cm) sem ajuste nos modelos padrão, e ambos os cartuchos Magnum de  2 ¾ e 3 polegadas (7,6 cm) podem ser usados alternadamente nas versões Magnum.
A liberação da portadora do Modelo 1100 está localizada na parte inferior da arma de fogo, o que é diferente de uma série de outras espingardas semiautomáticas, como a Mossberg 930 ou a FN SLP, cujas liberações da portadora estão localizadas na lateral.

## Uso

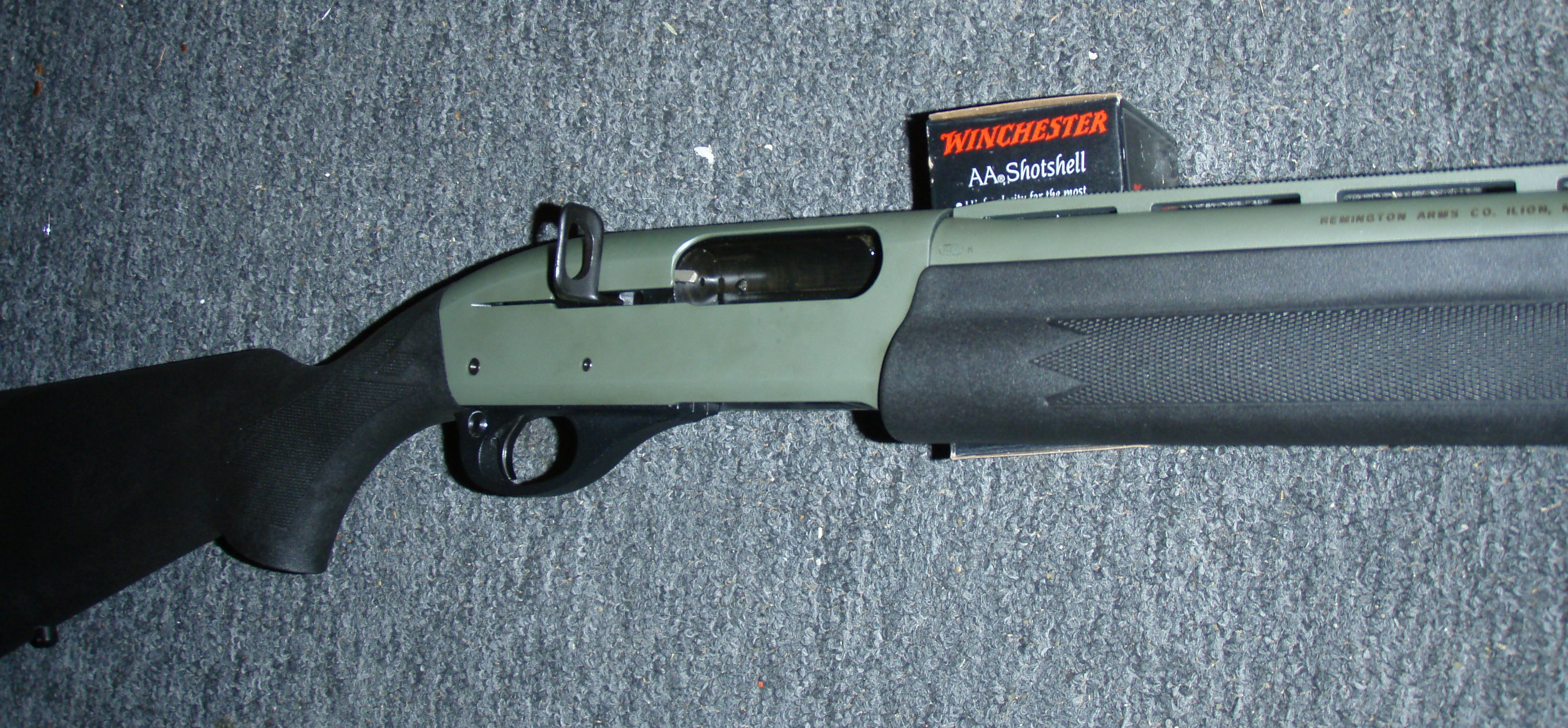
Remington 1100 Tactical Shotgun.

### Introdução dos modelos
Esses são os principais modelos introduzidos:
- 1963: Calibre 12
- 1964: Calibre 16
- 1964: Calibre 20
- 1969: .410 bore
- 1970: "Matched Pairs" em .410 bore e Calibre 28
- 1970: Calibre 20 Lightweight—LW
- 1977: Calibre 20 Lightweight—LT

Ao longo dos anos, houve inúmeras edições limitadas e modelos comemorativos.
A "Nighthawk Custom" oferece uma versão customizada da Remington 1100 para uso policial, defesa doméstica e tiro de competição.

## Usuários
- Austrália[14]
- Benim[14]
- Malásia[15]
- Malta[14]
- Nova Zelândia[14]
- Panamá[14]
- Tailândia[14]
- Estados Unidos[14]